# C-31 (Spanje)
De C-31 is deels een secundaire weg, deels een autosnelweg in Spanje en ligt in zijn geheel in Catalonië.
Deze weg bestaat uit drie delen. De zuidelijke sectie staat bekend als de Autovía de Castelldefels en loopt van El Vendrell tot aan de zuidkant van de stad Barcelona. Aan de noordkant van Barcelona staat de weg bekend als een deel van de Autopista del Maresme en loopt van de noordzijde van de stad tot aan Montgat. Verder naar het noorden begint de C-31 bij Santa Cristina d'Aro en loopt tot aan Figueres.